# Fanny Fischer
Fanny Fischer (Potsdam, 7 september 1986) is een Duitse kanovaarster.
Fischer won tijdens de Olympische Zomerspelen 2008 de gouden medaille in de K4 500m.
Fischer won drie wereldtitels.
Fischer's moeder Sarina Hülsenbeck won in 1980 olympisch goud in de 4x100 meter vrije slag. Fischer's man Ronald Rauhe won vier olympische medailles in het kanovaren.

## Belangrijkste resultaten

### Olympische Zomerspelen
| Editie | Plaats | Resultaten         |
| ------ | ------ | ------------------ |
| 2008   | Peking | K4 500m 4e K2 500m |

### Wereldkampioenschappen vlakwater
| Jaar | Plaats    | Resultaten                    |
| ---- | --------- | ----------------------------- |
| 2005 | Zagreb    | K2 500m                       |
| 2006 | Szeged    | K2 200 · K2 500m              |
| 2007 | Duisburg  | K4 200m · K4 500m             |
| 2009 | Dartmouth | K1 4x200m · K2 200m · K2 500m |
| 2010 | Poznań    | K4 500m                       |

1984: Agafia Constantin & Nastasia Ionescu & Tecla Marinescu & Maria Ştefan ·
1988: Anke Nothnagel & Ramona Portwich & Birgit Schmidt-Fischer & Heike Singer ·
1992: Kinga Czigány & Éva Dónusz & Rita Kőbán & Erika Mészáros ·
1996: Birgit Fischer & Manuela Mucke & Ramona Portwich & Anett Schuck ·
2000: Birgit Fischer & Manuela Mucke & Anett Schuck & Katrin Wagner-Augustin ·
2004: Birgit Fischer & Carolin Leonhardt & Maike Nollen & Katrin Wagner-Augustin ·
2008: Fanny Fischer & Nicole Reinhardt & Katrin Wagner-Augustin & Conny Waßmuth ·
2012: Krisztina Fazekas & Katalin Kovács & Danuta Kozák & Gabriella Szabó ·
2016: Tamara Csipes & Krisztina Fazekas-Zur & Danuta Kozák & Gabriella Szabó ·
2020: Kozák & Csipes & Kárász & Bodonyi ·
2024: Carrington & Hoskin & Brett & Vaughan